# Tanzéongo
Tanzéongo est une localité située dans le département de Mané de la province du Sanmatenga dans la région Centre-Nord au Burkina Faso.

## Géographie
Tanzéongo est situé à 15 km au nord-ouest de Mané, le chef-lieu du département, et de la route régionale 14 allant vers Kaya, la capitale régionale distante de 50 km à l'est.

## Économie
L'activité économique du village bénéficie également de sa proximité avec la mine d'or de Bissa-Zandkom située au nord-ouest dans le département voisin de Sabcé.

## Éducation et santé
Tanzéongo accueille un centre de santé et de promotion sociale (CSPS) tandis que le centre hospitalier régional (CHR) se trouve à Kaya.
Le village possède une école primaire publique et un collège d'enseignement général (CEG), qui bénéficient, comme d'autres écoles du département, d'une coopération éducative avec les écoles de la commune française de Ville-d'Avray.